# Restaurant Magazine
Das Restaurant Magazine ist eine britische Zeitschrift, die monatlich erscheint. Sie richtet sich vornehmlich an Restaurantinhaber und Chefköche und gehört zur William Reed Business Media Ltd. Das Magazin gab 2011 an, „offizielle“ Zeitschrift der „Academy of Culinary Arts“ sowie der „Academy of Food and Wine“ zu sein.
Die Zeitschrift publiziert seit 2002 die Rangliste The World’s 50 Best Restaurants, deren Ergebnisse alljährlich am 1. Juni in London bekanntgegeben werden.